# 梅耶林惨案
梅耶林惨案（Mayerling incident）又名梅耶林事件，指1889年1月30日清晨，奥匈帝国皇太子魯道夫及其情妇玛丽亚·费瑟拉在梅耶林猎宫殉情的事件。

## 背景

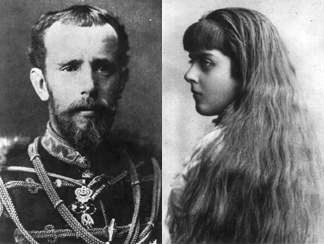
鲁道夫和费瑟拉

魯道夫是奥地利皇帝弗朗茨·约瑟夫一世和伊丽莎白皇后的独子，生来便是奥匈帝国皇位的继承人。为把魯道夫培养成未来的皇帝，父母在他六岁时开始让他接受教育。
1880年3月6日，魯道夫和比利时国王利奥波德二世的女儿比利時的斯蒂芬妮订婚。婚礼于1881年5月10日在维也纳奥古斯丁教堂举行。两人只有一个孩子ㄧ伊麗莎白·瑪麗女大公。对于父亲指定的这门婚事，魯道夫颇感不快。
玛丽亚·费瑟拉生于1871年3月19日，父亲是匈牙利贵族，外祖父是银行家。1888年春天，费瑟拉与魯道夫在维也纳初次见面，同年11月5日，两人在霍夫堡皇宮正式开始发展恋情。
随着两人关系逐渐深入发展，魯道夫决定与斯蒂芬妮公主离婚，便写信给教宗良十三世，请求解除婚姻关系。然而，教宗将此事告诉了弗朗茨·约瑟夫一世。1889年1月27日，弗朗茨·约瑟夫一世召见魯道夫，以继承权为要挟，命令他与玛丽亚·费瑟拉断绝关系。魯道夫当即同意，但请求最后与玛丽亚·费瑟拉见一面。

## 自杀

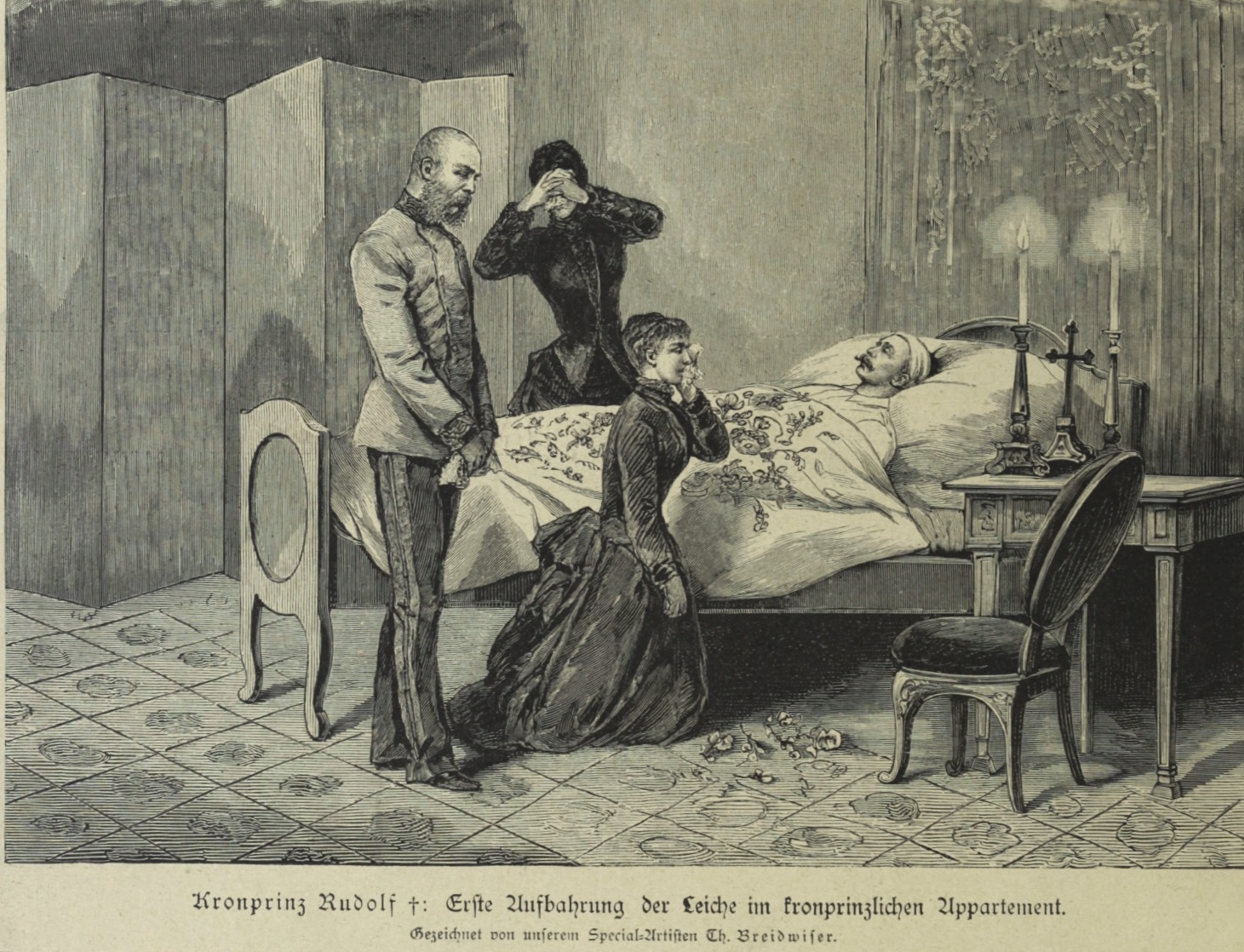
弗朗茨·约瑟夫一世和伊丽莎白皇后為自己兒子的離世悲痛欲絕

1889年1月29日，弗朗茨·约瑟夫一世和伊丽莎白皇后举办了一次晚宴，魯道夫委托科堡亲王带话，称身体不适不能出席。翌日上午6时半，魯道夫的仆人约翰·洛舍克去叫他起床，魯道夫让洛舍克备好马车以备打猎，8点再来喊他。8点，约翰·洛舍克来敲魯道夫的房门，却无人应答。约翰·洛舍克下楼，将情况告诉与魯道夫约好一起打猎的科堡亲王和约瑟夫·霍约斯（Joseph Hoyos）。二人上楼继续叫门，仍无应答，便叫约翰·洛舍克拿来一把斧子，把门劈开。约翰·洛舍克进入卧室，发现了两具尸体。
随后，霍约斯赶往维也纳霍夫堡皇宮，将事情告知皇后内务总管诺普乔（Nopcsa）男爵。其时伊丽莎白皇后正在上希腊语课，女官伊妲·翡冷茨说诺普乔男爵有紧急消息要通报，皇后很不耐烦，让她等一会。女官百般坚持，仍不得准许，于是便说此消息与魯道夫有关，诺普乔男爵这才得以入内。女官后来进入房间时，发现伊丽莎白皇后泪流满面。皇后后来把这件事私下告诉了皇帝。
为隐瞒自杀的事实，皇帝决定不经过司法调查便将玛丽亚·费瑟拉的尸体秘密下葬。31日晚，尸体被马车运至海利根克罗伊茨一所熙笃会修道院的墓地。由于天气恶劣，下葬工作直到次日上午9点半才完成。
1月31日的维也纳官方公报称，魯道夫死于心脏動脈瘤破裂。

## 影响
由于魯道夫是弗朗茨的独子，皇帝的弟弟卡爾·路德維希大公便成了奥匈帝国的推定继承人。几天后，卡尔放弃继承权，转给其长子弗朗茨·斐迪南大公。後者主张将奥匈帝国由奥地利帝國和匈牙利王國组成的「二元帝国體制」扩展为由內萊塔尼亞（奥地利）、外萊塔尼亞（匈牙利）、匈牙利境內的克羅埃西亞-斯拉沃尼亞王國和新吞併的波斯尼亞所组成的「三元聯邦體制」，1914年6月28日被塞尔维亚民族主义者普林齐普刺杀，卡爾·路德維希大公之孙卡爾一世成为推定继承人。1916年，卡爾一世登基。

## 後世調查

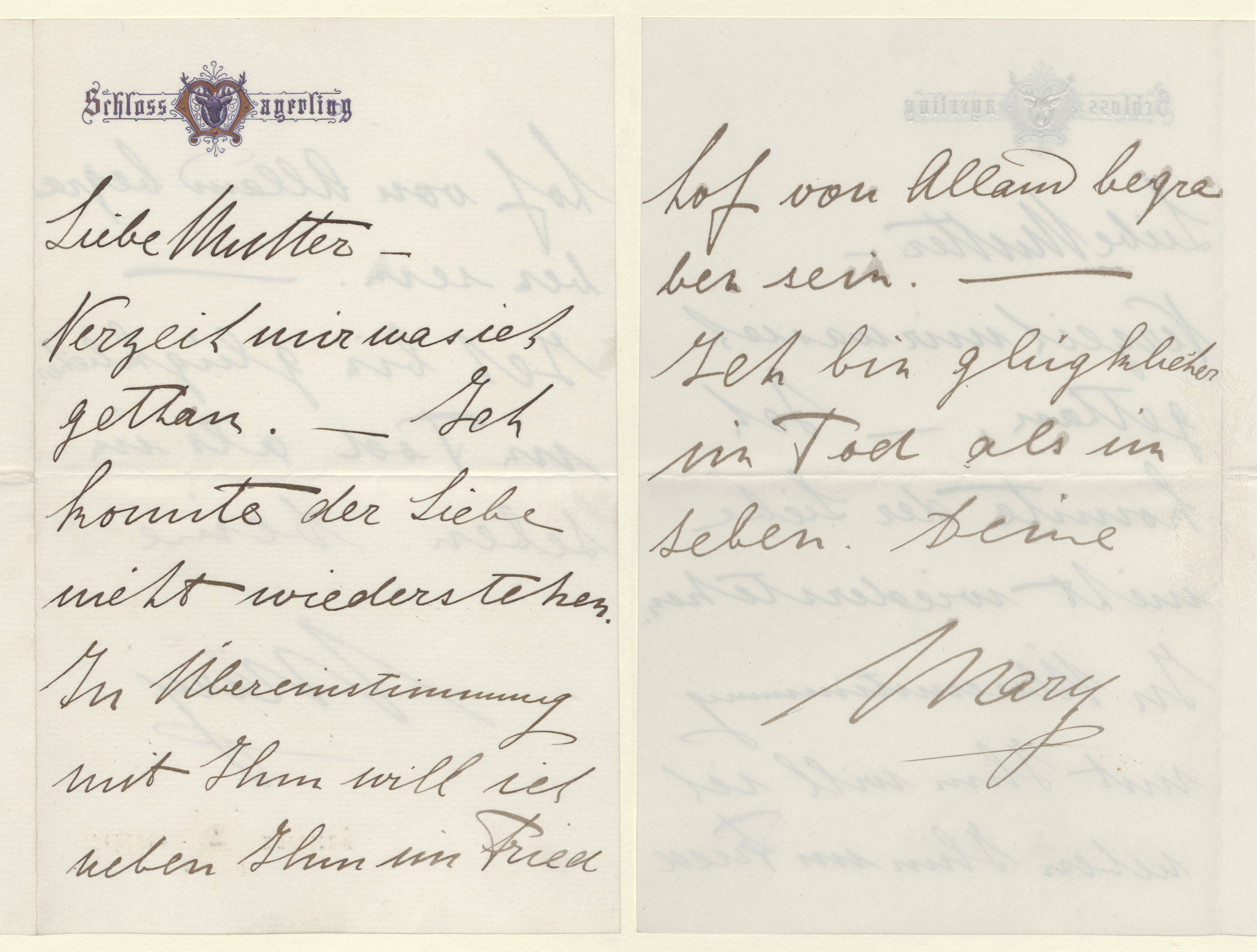
韦切拉的遺書

2015年7月，奧地利國家圖書館公佈了玛丽亚·费瑟拉給母親和其他家庭成員留下的遺書。遺書清楚地表明玛丽亚·费瑟拉準備與魯道夫一起自殺。
以下為信件的內容：
親愛的母親：

請原諒我的所做所為

我無法違抗這場熱戀

如同他所說，我想和他一起被埋葬在阿蘭的墓園裡

我若死將比生更快樂——瑪麗